# Hemeroblemma soluta
Hemeroblemma soluta là một loài bướm đêm trong họ Erebidae.